# Château des Ormes
Le château des Ormes se situe sur la RN 10 entre Tours et Poitiers, sur la commune des Ormes, au bord de la Vienne. Il a été construit par les frères Pussort, oncles de Jean-Baptiste Colbert, à partir de 1642. Il fut acquis en 1729 par le comte Marc-Pierre Voyer d'Argenson, ministre de la guerre de Louis XV, ami de Diderot et d'Alembert qui lui dédièrent l'Encyclopédie. Il abrita des hôtes célèbres dont Voltaire.

## Histoire du domaine
La seigneurie des Ormes est mentionnée pour la première fois en 1392.
En 1434 la famille de Marans, originaire de l'Aunis, l'acquiert et la conservera jusqu'en 1608, date à laquelle elle passe au Florentin Jean d'Elbene, lieutenant criminel de Poitiers, conseiller au Parlement de Bretagne et maître d'hôtel ordinaire de Marie de Médicis; à sa mort il passera à sa sœur Jeanne, épouse de Jean Brochard, président du Présidial de Poitiers.
En 1624 La terre est acquise par Alexandre Galard de Béarn, baron de Saint-Maurice, qui la conservera jusqu'en 1637.

### Les frères Pussort
En 1642, saisi par les créanciers de Galard de Béarn le domaine est vendu à Antoine-Martin Pussort, oncle du célèbre ministre Colbert comme son frère Henri, dont Saint-Simon dresse ce portait : « Fort riche et fort avare, chagrin, difficile, glorieux, avec une mine de chat fâché qui annonçait ce qu'il était, une malignité qui lui était naturelle; parmi tout cela beaucoup de probité, une grande capacité, beaucoup de lumière, extrêmement laborieux (…). Homme sec, d'aucune société, de dur et de difficile accès, un fagot d'épines, sans amusement aucun, qui voulait être maître partout, et qui l'était parce qu'il se faisait craindre, dangereux et insolent et qui fut fort peu regretté. »
Auteur entre 1667 et 1670 des ordonnances relatives aux procédures civiles et criminelles, Henri Pussort est ainsi décrit dans Le Lutrin de Boileau :
« Ses griffes, vainement par Pussort accourcies
Se rallongent déjà, toujours d'encres noircies
Et ses ruses, perçant et digues et remparts
Par cent brèches déjà rentrent de toutes parts. »
Par la dureté de ses réquisitions et en tant qu'agent de Colbert, Henri Pussort contribua en 1664 à la condamnation de leur rival le surintendant des Finances Nicolas Fouquet.
En 1652 la terre est érigée en baronnie et en 1654 devient paroisse à part entière.
Antoine-Martin Pussort fait édifier un nouveau château. L'aile à droite de la cour, rebâtie au milieu du XVIIIe siècle (on a longtemps cru qu'elle était d'origine), conserve le souvenir de sa présence et de celle de son frère Henri, son héritier, sous le nom d'"aile Pussort".
À sa mort en 1697 Henri voit sa fortune partagée entre ses neveux et nièces, dont Louise-Henriette Colbert, duchesse de Beauvilliers, qui hérite du château. Celui-ci est vendu en octobre par son époux, le duc Paul de Beauvilliers, premier gentilhomme de la Chambre du roi, à Charles Chamblain, receveur général des finances de la Généralité de Poitiers.
En 1720 le château passe aux mains de Pierre Boutet de Marivatz, premier gentilhomme ordinaire de Philippe d'Orléans, Régent de France.

### Les Voyer d'Argenson
En 1729, Marc-Pierre de Voyer de Paulmy d'Argenson, chancelier, chef du conseil et surintendant des Finances du Régent, achète la baronnie des Ormes et toutes ses dépendances (les lieux-dits Mousseau, La Motte de Grouin, Morte-Veille, La Chevalerie, La Garenne de Séligny, Villiers, Châtre, La Pouzardière, Salvert, Lesteigne, La Fontaine de l'Epinelle, Le Grand et Le Petit Coupé) à son confrère Boutet de Marivatz. Le domaine comprend aussi une écluse sur la Vienne, un moulin, un four banal, des droits de foires et de marchés, mesures, étalages et halle, ainsi que  ceux de haute, moyenne et basse-justice.
Devenu secrétaire d'État et ministre de la Guerre de Louis XV en 1742, il s'attira vite la sympathie puis l'amitié du Roi, tant par les conseils judicieux prodigués que par leur passion commune des arts; cette proximité avec le monarque lui valut rapidement la jalousie de la marquise de Pompadour, qui devint la rivale du "clan d'Argenson" (le comte et son fils, Marc-René, marquis de Voyer).
« Monsieur d'Argenson, je vous ordonne de me remettre votre démission de votre charge et de vous retirer en votre terre des Ormes » : c'est en ces termes que Louis XV sollicita, le 1er février 1757, la fin des fonctions du comte à la suite de l'attentat survenu en janvier contre sa personne, dont Mme de Pompadour avait rendu d'Argenson responsable.
« Je vous conseille de vous en distraire en embellissant le château, le parc et les jardins des Ormes. Ne me parlez plus d'argent, il sera bien employé ; il avait accéléré votre fortune, il fera vos amusements », lui déclara également Louis XV. C'est ce que fera effectivement le comte pendant les sept années de son exil, entamant la reconstruction totale et l'extension du château avec les deux ailes dite Pussort, dite alors "de l'Horloge", et d'Argenson par l'architecte Pierre Meusnier.
Autorisé à revenir à Paris en juillet 1764 après la mort de son ennemie Madame de Pompadour, il mourut dix jours plus tard, « sa tête pleine d'intrigues et de projets » selon le cardinal de Bernis.
Son fils Marc-René de Voyer d'Argenson (1722-1782), dit « le marquis de Voyer », qui s'intéressait à la propriété depuis les années 1740, reprit et augmenta le domaine avec 108 hectares de terres de prés et de pacages, faisant ainsi passer la seigneurie de 215 à 910 hectares, dont 564 hectares de bois. Propriétaire novateur, il introduisit en 1766 la culture du trèfle et du sainfoin, et procéda surtout à l'achèvement de la reconstruction du château entamée par son père et confia l'érection du corps central au grand architecte parisien en vogue Charles De Wailly, son protégé depuis 1754.
À sa mort en 1782 le château échut à son fils mineur Marc-René-Marie, marquis d'Argenson.
Le domaine avait alors atteint son apogée : outre l'agrandissement du domaine et l'achèvement du château, le marquis de Voyer avait également procédé à la construction d'un vaste ensemble équestre composé d'un haras, faisant aussi office d'écuries du château, d'un relais de poste et, devant les grilles du château, d'une vaste grange-écurie dont la façade est aussi l'œuvre de De Wailly, orné d'un  fronton dû à Augustin Pajou. Cet ensemble permit au marquis d'appliquer aux Ormes les mesures novatrices d'élevage des chevaux, inspirées d'Angleterre et telles qu'il s'y était essayé en son domaine d'Asnières-sur-Seine, lorsqu'il était directeur des Haras du Roi (1752-1764).
Lors d'une estimation de 1784-85, le château est dit en mauvais état; des réparations sont effectuées en 1786 aux maçonneries du parc et de la terrasse; en 1793 un des pavillons de l'entrée est vendu pour financer l'entretien des lieux.
Proche de la Révolution, le marquis d'Argenson (1771-1842), qui sera surnommé "le Marquis Rouge" pour ses idéaux sociaux et égalitaires, fut maire des Ormes, président du Conseil Général de la Vienne et préfet des Deux-Nèthes (Hollande) sous le Premier Empire; il parvint ainsi à préserver le domaine et à lui conserver pour peu de temps quelque éclat, jusqu'à sa démission en 1813. Sous la Restauration et la Monarchie de Juillet, il sera député libéral du Haut-Rhin puis de la Vienne.
Entamant en 1804 un herbier (retrouvé au château et restauré), il aménage un jardin botanique et des pépinières, fait édifier en 1806 un moulin à vent ; le parc du côté du château est traité "à l'Anglaise"; il demande à Pierre Jean Louis Vétault, architecte à Poitiers, de reconstruire la seconde glacière (1807) et de consolider le plafond de la salle à manger par un grand arc surbaissé central (1814).
Devenu agriculteur et maître de forges dans le Haut-Rhin, de mauvaise affaires, sa générosité  et un mode de vie austère l'empêchent d'entretenir le château, et en 1820 il met le domaine en vente pour 1 200 000 francs, sans trouver acquéreur ; en 1823, il commence à le démembrer (29 ventes successives); en 1822, par mesure d'économie et à la demande de son épouse Sophie de Rosen-Kleinroop, comtesse du Saint-Empire, le corps central du château, chef-d'œuvre de Charles De Wailly, est démoli et ses matériaux seront cédés aux Renaudet père et fils, architectes à Poitiers et à Châtellerault, et à des entrepreneurs locaux pour 18 000 francs, ce qui préserve les autres bâtiments et le parc. La grille de la cour, supprimée vers 1820, est également vendue ; en 1825 le pavillon du portier est construit.
Un vide demeurera pendant 80 ans entre les ailes dites Pussort (de l'Horloge) et d'Argenson. La cour centrale est réaménagée, avec la terrasse du jardin sur la Vienne, en parc "à l'Anglaise".
De 1903 à 1908 le comte Pierre-Gaston-Marie-Marc de Voyer d'Argenson (1877-1915) confiera sa reconstruction à l'un des grands architectes parisiens de la Belle Époque, Alfred Coulomb, troisième et dernier du lieu. Rappelons qu'il édifiera pour le comte d'Harcourt, beau-frère des d'Argenson, le château de Pont-Chevron à Ouzouer-sur-Trézée (Loiret) et remaniera de 1897 à 1900, avec son collègue et associé le nantais André-Louis Chauvet et le sculpteur et bronzier d'art Jules-Edouard Visseaux (1854-1934), celui de Craon (53), pour le marquis Alain de Champagné (1874-1918). Le château vit alors ses dernières "grandes heures".

### De nouveaux propriétaires
Les héritiers du marquis Charles-Marc-René de Voyer d'Argenson (mort en 1975), conserveront le domaine pendant trois ans, et en 1978 le château est morcelé, le corps central étant acquis par M. et Mme Baugé, un couple d'enseignants qui l'ouvre au public et pendant des années les salons de cette partie seront loués pour des réceptions privées. Lors de la mise en vente du château, le médecin parisien Sydney Abbou le découvre avec son épouse, avant d'en devenir le nouveau propriétaire en 2000.

## Le château
La vieille demeure présentait en 1764, l'aspect irrégulier de maints bâtiments agrandis à travers les siècles : « sept pavillons contigus, celui du centre formant dôme et les six autres alternativement terminés en cônes tronqués ou aigus ».
La cour d'honneur abritait une statue en marbre de Louis XV par Pigalle, ainsi que sept canons et un obusier anglais offerts par Louis XV à la suite de la bataille de Fontenoy où s'illustra Marc-Pierre.
Marc-René d'Argenson, qui vivait plus souvent sur ses terres qu'à Paris, décida de conserver les vastes communs formant les ailes latérales ; la construction débuta en 1769, et les travaux de décoration intérieure se poursuivirent en 1778.
C'est Charles De Wailly, architecte protégé par d'Argenson (cf. leur correspondance), qui conçut les travaux de reconstruction du corps de logis central qui furent conduits par son collègue Pascal Lenot ; des marbres précieux furent acheminés d'Italie.
Dès 1762 l'architecte avait donné le modèle de la "colonne" pour la galerie de l'hôtel d'Argenson dit "Chancellerie d'Orléans" 19, rue des Bons-Enfants à Paris (par Boffrand, 1725; détruit en 1916, décor intérieur démonté et remisé), que d'Argenson lui faisait remanier en même temps que la reconstruction du château, et qui fut redécorée par les plus grands artistes de la fin du règne de Louis XV : Gouthière, Durameau, Fragonard, Pajou, Lagrenée, Natoire et Bélanger (décor d'arabesques de Wailly), lieu très en vogue qui fut dessiné par Chambers dans l'été 1774.

### Un grand seigneur qui a "le goût de la bâtisse"
« M. Voyer nous montra ses travaux et projets. Il bâtit, il défriche, il améliore ; il voit tout, il conduit tout, il anime les ouvriers, il éclaire les artistes... » (Lettre de l'abbé Barthélémy à Mme du Deffend (citée par Monique Mosser et Daniel Rabreau dans Charles de Wailly peintre architecte dans l'Europe des Lumières, catalogue de l'exposition de la C.N.M.H.S., 1979, p. 43).
Cet édifice dit "à l'Italienne"  formé d'un rez-de-chaussée et d'un étage était précédé sur la cour d'une colonnade dorique ou portique "en demi-lune" de 14 colonnes en marbre sans base et dont le fût était cannelé aux deux tiers.
Du milieu de la façade s'élevait une colonne creuse haute de 50 pieds à laquelle on montait par un escalier extérieur en colimaçon, cette colonne terminée par une plate-forme où l'on avait érigé un paratonnerre se balançait comme un grand arbre au moindre coup de vent… Une vaste salle circulaire, ou salon de musique, revêtue de marbre blanc, décorée de fresques était adossée au château et faisait saillie du côté de la Vienne. 
À une extrémité de la salle à manger, au rez-de-chaussée, était l'escalier d'honneur (dont le modèle fut exposé au Salon et qui fut l'objet d'une rivalité entre Chambers et de Wailly) ; celui-ci était double, et comme suspendu en l'air (…) la rampe en acier poli extrêmement ciselé figurait des serpents entrelacés et se terminait par deux sphinx de plomb". (même réf.).
Cette colonne instable se voulait un "clin d'œil" à la célèbre pagode de son ami le duc de Choiseul, exilé comme son père en son temps, dans son domaine de Chanteloup à Amboise, colonne qui fut démolie avec le corps central en 1822-23, laissant subsister les ailes latérales; un architecte voyant le château en 1790 trouve « sa décoration en général assez bizarre ».
La vaste cour, plantée de tilleuls séparant le château de la route dite "d'Espagne", laissera place à un jardin anglais planté de platanes et de peupliers d'Italie, rares à cette époque.
La terrasse en pierre de taille dominant la Vienne, va devenir une épaisse muraille en pierre dures, assortie d'une tour ronde, communément appelée la "Tourelle", formant épi sur la rivière.
La construction fut repensée de 1904 à 1908 par l'architecte parisien Coulomb, qui reconstruisit la partie centrale pour Marc-Pierre d'Argenson, député de la Vienne dans les premières années du siècle dernier, en harmonie avec les deux pavillons qui subsistaient du XVIIIe siècle, qu'elle relie et auxquels elle s'harmonise ; le fronton de l'avant-corps central côté Vienne fut ouvré par le sculpteur parisien Alphonse-Henri Nelson d'une victoire  avec trophées et lion couronnant le blason de la famille.
Le grand relief Cybèle recevant l'offrande de toutes les productions de la terre attribué au sculpteur Augustin Pajou (1768) et acheminé de Paris en 1769, orne le fronton du fronton de la grange-écurie avec manège à l'arrière édifiée de 1766 à 1768 par Jean-Baptiste Vautier sur un dessin de Charles de Wailly - ami de Pajou qui fit son buste - devenue ensuite une bergerie pour 300 moutons mérinos que le marquis d'Argenson fit venir de Rambouillet, "bâtiment magnifiquement appareillé, qui se dresse comme un portant de théâtre, et laisse entendre que l'architecte l'intégra dès l'origine dans la conception du château". Comme la cour du haras-relais, la façade fut ornée de têtes de cerfs feintes sur dix-huit tondi de pierre (Cachau, op. cit. p. 23).
Il a été dit voire écrit que ce relief XVIIIe aurait été déposé du fronton de la façade du corps de logis central du château qui lui fait face - qui n'existait plus depuis 80 ans - puis remontée ici, et que sa copie réduite l'y aurait remplacé sur ce fronton en 1904; la confusion peut venir du fait que le relief moderne de ce fronton, Flore assise au milieu de chérubins et de putti portant une guirlande de fleurs, serait inspiré de celui remonté en 1878 dans l'hôtel parisien d'Edmond de Rothschild rue du Faubourg Saint-Honoré (Cachau, op.cit., p. 45).
L'actuelle "Bergerie" (80 mètres de long sur 12 de large) constitue un des très rares témoignages conservés des nombreux châteaux, fabriques, hôtels et décors parisiens de De Wailly, de qui le marquis d'Argenson finança le séjour à l'Académie de France à Rome (1754-1757), qui travailla en 1754 dans son château d'Asnières et réalisa à partir de 1762 des projets pour cette famille et ses alliés (leur hôtel parisien, le château de Montmusard, la grange-écurie des Ormes); il fut en relation avec le marquis au moins jusqu'en 1773.
Acquis par la commune en 1975, le bâtiment fut restauré vers 2007.
Une basse-cour, des granges et une ferme viennent compléter un ensemble d'une superficie de 7 000 m2, dont l'envergure n'a pas découragé ses nouveaux propriétaires, le docteur Sydney Abbou, médecin parisien, et son épouse qui ont eu un "coup de cœur" lors d'une réception sur place, et qui ont entrepris de le restaurer et de le remeubler.
Le jardin contient une glacière (1807, la troisième du lieu) "en forme d'œuf reposant sur une base conique renversée" (Cachan, op.cit) par Vétault ; voûtée, maçonnée et enterrée au 4/5e de son volume, sa fosse en pierre est haute de 4,40 mètres pour un diamètre de 4,60 m.; on lit sur son mur intérieur cette inscription : « été (sic) totalement remplie an (sic) 1820 ».
En 1978 les héritiers du 8e marquis d'Argenson mirent en vente le domaine : le château et ses dépendances furent divisés en trois lots; la partie centrale, vidée de son mobilier, fut ouverte au public par ses nouveaux propriétaires et louée pour des réceptions.
En 2000 le château fut acquis par M. et Mme Abbou, qui entreprirent de nombreux travaux de restauration et reçurent de nombreuses distinctions à cet effet dont, en 2012, le label « Maison des Illustres » du Ministère de la Culture, label remis en 2013 en présence de Ségolène Royal, présidente de la Région Poitou-Charentes, et qui fait du château le septième site de la Région à bénéficier de cette distinction.
Classés partiellement monument historique en 1966 (pour ses façades et ses toitures), le château et son domaine ont été inscrits en 2005 et classés dans leur totalité en 2012 seulement.

### Description
Le château se compose d'un important corps central sur trois niveaux dont un sous-comble couvert d'une belle toiture d'ardoises dits "à La Mansart". Sa façade antérieure est animée en son centre par un avant-corps peu saillant, mais mis en valeur par un fronton triangulaire monumental orné de reliefs antiquisants. Un avant-corps à pans coupés occupe la partie centrale de la façade postérieure. Des chaines d'angle marquent les extrémités du bâtiment et ses avant-corps. Elles renforcent les lignes verticales déjà marquées par les hautes fenêtres en travée. D'élégantes lucarnes à piédroits en volute agrémentent les combles. Par souci d'unité, l'architecte s'inspira des deux pavillons du XVIIIe siècle inscrits de part et d'autre du corps du bâtiment central pour la construction de ce dernier, qui lui date de la fin du XIXe siècle; ces pavillons sont reliés au corps central par deux galeries basses qui datent du XXe siècle.
L'ensemble est complété par deux ailes en retour d'équerre à niveau unique dont la plus ancienne qui a servi de modèle pour la seconde. La première aile qui date du XVIIe siècle, a appartenu au premier château. La seconde aile est, elle, du XVIIIe siècle.
L'aile ancienne a été dotée par ses propriétaires, d'une grande cuisine : la pièce principale est complétée par une boucherie, une boulangerie-pâtisserie… Elle possède un potager remarquable par ses dimensions et son nombre de foyers (5) qui a été récemment restauré.
Au début des années 1770 Marc-René d'Argenson crée un jardin "anglais" planté de platanes et de peupliers d'Italie, rares à cette époque. Une muraille très épaisse en pierre dure est érigée le long du port. Elle est flanquée d'une tourelle ronde formant épi sur la Vienne alors navigable.
En 2001 a été retrouvé sous divers matériaux dans la grange des communs Suzette II, un bateau de plaisance commandé en avril 1902 aux chantiers Rondet à Nantes, qui participa  le 8 juin suivant à une régate à Trentemoult (44) avant d'être acquis à l'automne par le comte d'Argenson. Remisé à la suite d'une promenade sur la Vienne au cours de laquelle il avait été endommagé, c'est le plus ancien canot à moteur (monocylindre Gaillardet à pétrole et refroidissement à eau) connu à ce jour.
Ce rarissime survivant du "yachting automobile" et précieux souvenir de l'époque où la Vienne rivière était navigable, classé M.H. en novembre 2002, restauré en 2006, et est conservé sur place.

### Mobilier et collections
Les bibliothèques de deux aristocrates amateurs d'art, bibliophiles, érudits et amis des "Lumières".
Marc-Pierre de Voyer de Paulmy, comte d'Argenson (1696-1764), ministre de La Guerre de Louis XV, un des plus éminents bibliophiles de son temps, fit édifier en 1757-1758 une galerie hors-œuvre de huit travées, avec pavillon d'angle sur la Vienne couverte "à l'Italienne" (augmentée d'un étage et d'un pavillon pour l'escalier établi au début du XIXème s.) qui accueillit 6 654 volumes dans treize corps de bibliothèque. Rival de Madame de Pompadour, le comte fut disgracié et exilé sur ses conseils par Louis XV en 1757 (cf. ses portraits par Rigaud et Nattier). Diminuée en 1764 par le legs de 1 000 des ouvrages les plus notables à son neveu Antoine-René, marquis de Paulmy, autre grand bibliophile et son successeur éphémère au ministère de la Guerre, cette bibliothèque fut reprise et augmentée à la fin du siècle par son fils Marc-René, comte de Voyer, qui fit de l'abbé Claude Yvon, surnommé "le métaphysicien de l'Encyclopédie", son bibliothécaire; à sa mort (1782) elle comptait 3 186 volumes). Agrandie et réaménagée en 1800-1801 afin de recevoir les livres de Sophie de Rosen-Kleinroop, transférés du château de Saint-Rémy (Haute-Savoie) et augmentée d'achats qui en firent probablement la plus importante de la région, la bibliothèque des Ormes comptait  encore au début du XXe siècle 8 000 volumes...
Quant à celle que le marquis de Paulmy installa à l'Arsenal, à Paris, elle a constitué depuis sa cession à l'État en 1803, le fonds primitif de la Bibliothèque de l'Arsenal, département de la Bibliothèque Nationale de France.(BNF).
Le comte Marc-Pierre d'Argenson fut l'ami de Voltaire, de Fontenelle, de Marmontel, du Président Hénault, et fit édifier les pavillons en retour des ailes Pussort et D'Argenson pour les y recevoir. Il fut aussi le protecteur des Encyclopédistes, Diderot et D'Alembert, qui lui dédièrent le premier tome de leur fameux ouvrage, L'Encyclopédie.
Une autre très importante bibliothèque familiale a accédé au statut de trésor national. C'est celle, estimée à 100 000 volumes, du neveu du précédent, diplomate et homme d'État : « En 1757, Antoine-René de Voyer, marquis de Paulmy (1722-1787), reçut du roi brevet de logement à l'Arsenal et s'y établit avec les livres, manuscrits, médailles, estampes que ce ministre collectionnait depuis sa jeunesse (…) le marquis ne cessa d'enrichir sa bibliothèque (…). Il reçut enfin une part précieuse de l'héritage de son oncle, Marc-Pierre de Voyer, comte d'Argenson, dont il sut choisir les pièces les plus illustres, notamment les manuscrits enluminés de la bibliothèque des ducs de Bourgogne. Il réunit alors la plus vaste et la plus complète bibliothèque de Paris après celle du roi (…) Aidé de collaborateurs, il proposa en 1774 la collection de la "Bibliothèque universelle des romans", publication à parution régulière, et fonda les "Mélanges tirés d'une grande bibliothèque", publiant 65 volumes de 1779 à 1787 (…) Afin d'éviter sa dispersion à sa mort, il la vendit en 1785 au comte d'Artois, dont l'émigration dès le 17 juillet 1789 laissa la bibliothèque, placée sous séquestre, dans ses murs, ce qui permit au Directoire, le 28 avril 1797, de la proclamer "Bibliothèque Nationale et Publique" et de l'ouvrir au public. »
Eve Netchine, La Bibliothèque de l'Arsenal (Connaissance des Arts, hors-série no 385, 4e trimestre 2008; reproduit le buste en marbre du marquis de Paulmy par Pierre Gourdel et d'un portefeuille de Mme de Pompadour, recueil d'eaux-fortes d'après les pierres gravées de Du Guay et les dessins de Boucher, qu'elle donna au marquis en 1756.

#### L'ancien mobilier du château
Dans le cadre de la succession du marquis d'Argenson (mort en 1975), il fut mis en vente en 1977 et 1978 et quitta le château.
« Il y a aux Ormes, outre des tapisseries du XVIIIe et des portraits de famille, une belle bibliothèque et d'importantes archives. » (Claude Frégnac, Merveilles des châteaux de Bretagne et de Vendée, Hachette-Réalités, 1970, p. 227) ;
- La suite dite des Batailles de Louis XV, toiles commandées en 1746 par le comte d'Argenson, ministre de la Guerre au peintre militaire Pierre Lenfant (1704-1787), "dessinateur des camps et armées du roi", qui réalisa également de 1757 à 1771 la série sur ce thème commandée à son maître Charles Parrocel par le roi pour le château de Choisy (qui fut finalement placée au ministère de la Guerre à Versailles); sont représentées les batailles de Fontenoy, Lawfeld, les prises d'Ypres, Menin, Coutray et Fribourg (guerre de la Succession d'Autriche, 1742-1747); Cachau (op.cit.) dit que cet ensemble fut dispersé, alors que selon d'autres auteurs il a fait l'objet d'une dation à l'État en paiement des droits de mutation;
- La tenture L'Histoire de Don Quichotte, tissée aux Gobelins sur des cartons de Charles-Antoine Coypel (1732-1736) portant les armes des Orléans, offerte en 1736 par le Régent à son ministre ; cette suite de cinq pièces : Don Quichotte et Sancho Pança (deux entre-fenêtres), le Bal de Barcelone, le Jugement de Sancho et La Tête Enchantée, fut remise en dation à l'État en 1978 pour le Musée du Louvre dans les mêmes conditions (reprod. par Frégnac, op.cit.);
- Des « chancelleries », tapisseries en laine et soie tissées à la manufacture royale des Gobelins à la fin du XVIIe siècle ou au début du XVIIIe siècle, traditionnel présent du Roi lors de l'entrée en fonctions de ses Gardes des Sceaux : le catalogue de 1954 et le dépliant de visite (2004) du Musée Nissim de Camondo à Paris, dont l'escalier d'honneur est ornée par celle acquise par Moise de Camondo, indique qu'elle fut tissée vers 1680 pour le chancelier Michel Le Tellier, marquis de Louvois, puis modifiée vers 1720 pour le marquis d'Argenson (1652-1721), nommé en 1653 chevalier protecteur de Saint-Marc de Venise, puis chancelier de France de 1718 à 1720 (ce catalogue indique que d'autres exemplaires appartiennent au marquis d'Argenson). À la fin du XIXe siècle, une chancellerie dite offerte par Louis XIV à Voyer d'Argenson et provenant du château des Ormes fut photographiée dans le salon de celui de Terre-Neuve à Fontenay-Le-Comte (85) par le poitevin Jules-César Robuchon (héliogravure n°186 du catalogue de Paysages et Monuments du Poitou de 1892); une autre, objet mobilier classé Monument Historique, orna un temps le château de Vaux-le-Vicomte (77);
- Y fut exposée au XVIIIe siècle la maquette du plan d'une capitale américaine due à l'architecte-ingénieur militaire Pierre-Charles Lenfant (1754-1825), fils du peintre précité : selon le témoignage oral du général Charlet, vers 1990, il s'agit de la ville de New-York alors que Cachau dit que c'est Washington.

Le fonds d'archives familiales a été déposé à la bibliothèque Universitaire de Poitiers par Marc-René de Voyer 9e marquis d'Argenson.
Trumeaux et cheminées (dont une d'après Nicolas Pineau provenant du château d'Asnières) sont demeurés en place, les tapisseries, un mobilier de marbre et des tableaux expriment l'important remeublement de la demeure entreprise par ses actuels propriétaires.
Avec sa grande galerie, son salon en rotonde orné de boiseries qui domine la Vienne, son "cabinet de curiosités" orné d'oiseaux naturalisés, le château est ouvert au public du premier juin au 30 septembre et les autres jours de l'année sur rendez-vous pour des visites privées.